# U-matic

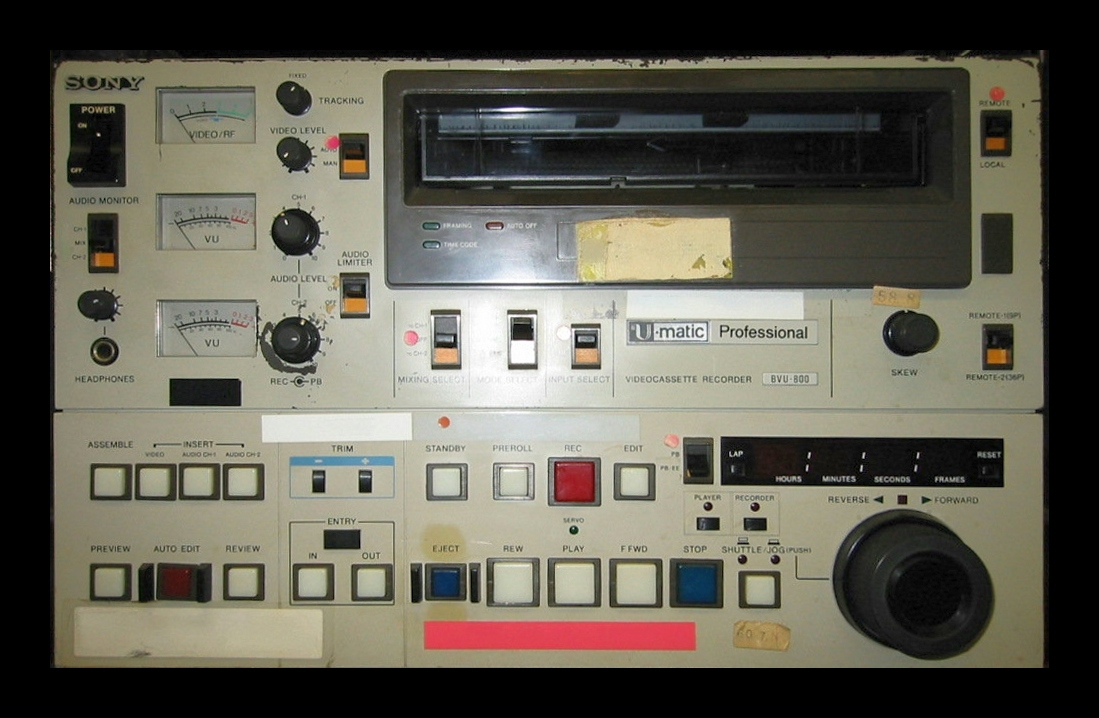
U-matic

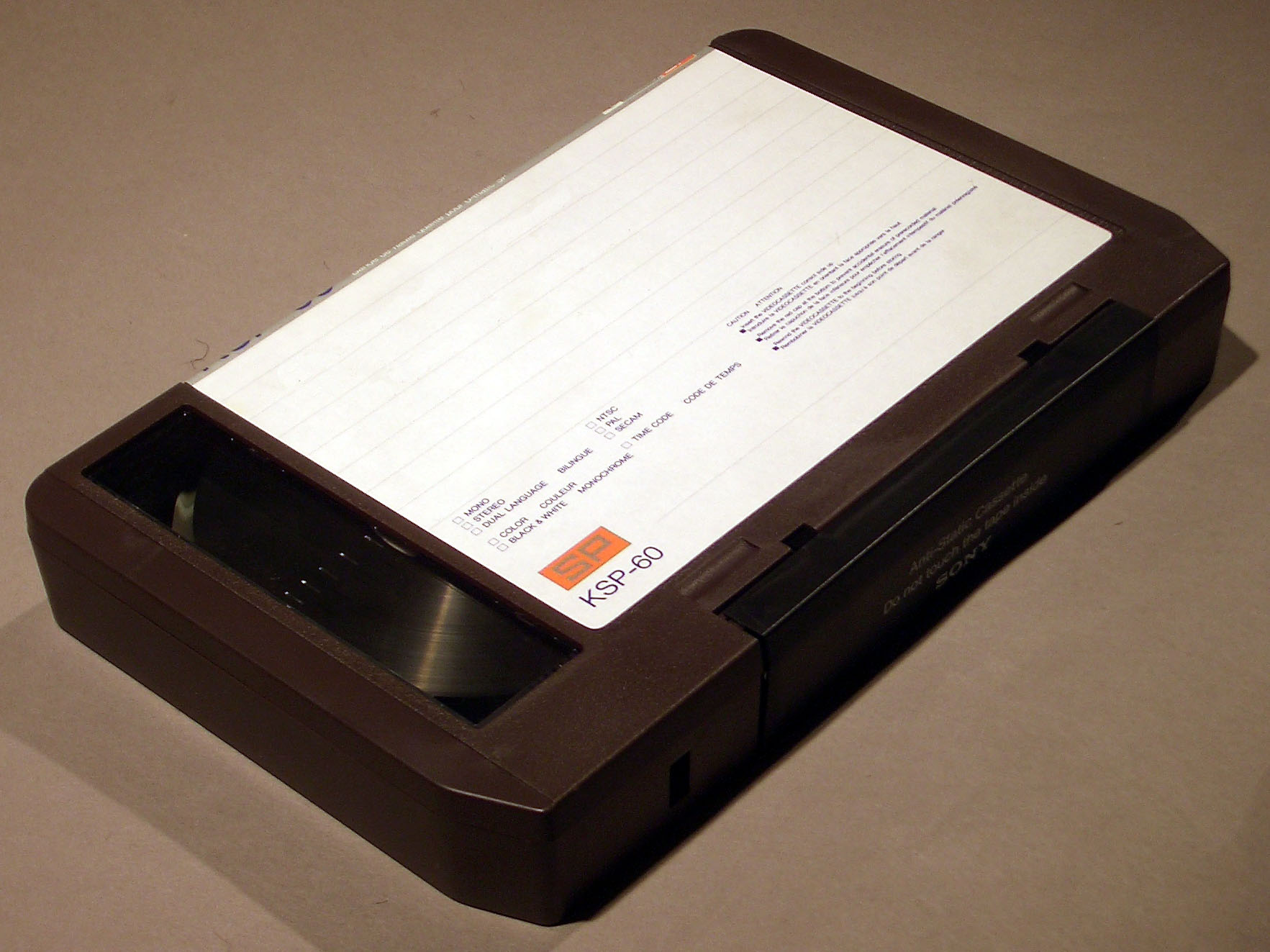
band

U-matic är ett analogt format för videoband (magnetband), utvecklat av Sony. Den visades först upp 1969, och började säljas 1971. 1973 kom den till Storbritannien. Försäljningen upphörde under 1990-talet.
U-matic är ett analogt inspelat videokassettformat som först visades av Sony i prototyp i oktober 1969 och introducerades på marknaden i september 1971. Det var bland de första videoformaten att innehålla videoband i en kassett, i motsats till de olika hjuls- to-reel eller open-reel format av tiden. Till skillnad från de flesta andra kassettbaserade bandformat vänder matnings- och upptagningsrullarna i kassetten motsatta riktningar under uppspelning, snabbspolning och spolning: en spole skulle springa medurs medan den andra skulle springa moturs. En låsmekanism som är integrerad i varje kassettlåda säkrar bandhubbarna under transport för att hålla bandet lindat tätt på naven. När kassetten har tagits bort är navet fritt att rotera. En fjäderbelastad banddörr skyddar tejpen mot skador. När kassetten sätts in i videobandspelaren, släpps dörren och öppnas, så att videobandspelaren kan spola bandet runt den roterande videotrumman. Oavsiktlig inspelning förhindras genom att det inte finns en röd plastknapp monterad på ett hål på bandets undersida. avlägsnande av knapp som inte är inaktiverad.

## Utveckling
Som en del av sin utveckling, i mars 1970, kom Sony, Matsushita Electric Industrial Co. (Panasonic), Victor Co. of Japan (JVC) och fem icke-japanska företag överens om enhetliga standarder.
Videobandet var 3/4 tum (19 mm) bred, så formatet är ofta känt som "tre fjärdedel" eller helt enkelt "tre fjärdedel", jämfört med andra öppna rullar videobandformat av samma årgång, till exempel 1 i (25 mm) typ C-videoband och 2 i (51 mm) fyrkantigt videoband.
Den första generationen av U-matiska videobandspelare var stora enheter, ungefär 30 tum (76 cm) bred, 24 tum (61 cm) djup och 12 tum (30 cm) höga, vilket krävde speciella hyllor och hade mekaniska kontroller begränsade till Record, Spela, Rewind, Fast-forward, Stopp och Pausa (med dämpad video på tidiga modeller). Senare modeller sportade förbättringar som chassi som är dimensionerad för EIA 19-tums rackmontering med glidande rack för komprimerat lagringsutrymme i sändningsmiljöer, magnetventilmekanik, jogknapp, fjärrkontroll, Vertikal Interval Time Code (VITC), longitudinell tidskod , interna nedskärningar - endast redigeringskontroller, "Slo-Mo" -spelning och slow-motion-uppspelning och Dolby ljudstörning.
U-matic namngavs efter tejpbanans form när den gjordes runt den spiralformade skanningshuvudtrumman, som liknade bokstaven U. Betamax använde också en liknande typ av "B-load". Inspelningstiden var begränsad till en timme.

## Introduktion
Vid introduktionen av U-Matic från 1971 hade Sony ursprungligen tänkt att det skulle vara ett videokassettformat inriktat på konsumentmarknaden. Detta visade sig vara något av ett misslyckande på grund av den höga tillverkningskostnaden och det resulterande detaljpriset för formatets första videobandspelare. Men kostnaden var tillräckligt överkomlig för industriella och institutionella kunder, där formatet var mycket framgångsrikt för sådana applikationer som företagskommunikation och utbildnings-tv. Som ett resultat har Sony skiftat U-Matics marknadsföring till industri-, yrkes- och utbildningsområdet.
U-Matic såg ännu mer framgång från tv-sändningsbranschen i mitten av 1970-talet, när ett antal lokala tv-stationer och nationella tv-nätverk använde formatet när den första bärbara modellen, Sony VO-3800, släpptes 1974. Detta modellen inledde ENG, eller Electronic News Gathering, som i sin tur föråldrade de tidigare 16mm filmkamerorna som vanligtvis används för att samla in TV-nyheter på plats. Film som krävs för att utveckla vilket tog tid jämfört med den omedelbart tillgängliga uppspelningen av videoband, vilket gör det möjligt att snabbare bryta nyheter.

## Modeller
En U-matisk spelare, demonterad för reparation
U-matic är också tillgänglig i en mindre kassettstorlek, officiellt känd som U-Matic S. I likhet med VHS-C utvecklades U-Matic S som en mer portabel version av U-Matic, som används i mindre S -format-inspelare som Sony VO-3800, liksom senare VO-4800, VO-6800, VO-8800, BVU-50, BVU-100 och BVU-150 från Sony, bland annat från Sony, Panasonic , JVC och andra tillverkare. För att minimera vikt och bulk i fältet hade bärbara inspelare en extern nätström, eller kan manövreras från laddningsbara nickelkadmiumbatterier.
VO-seriens prispunkt var inriktad mot utbildnings-, företags- och industrisektorer, presenterade obalanserade ljudkontakter och innehöll inte typiskt SMPTE-tidskod (även om ett eller två företag erbjöd eftermarknadsmodifierings tjänster för att installera longitudinell tidskod). VO-3800 var till stor del metall, vilket gjorde enheten tung, men fortfarande tekniskt bärbar. VO-4800 hade samma funktionalitet som VO-3800, men med en mycket minskad vikt och storlek, genom att ersätta många komponenter med plast. VO-6800 lade till

### Fotnoter
1. ↑  ”Video Recorder” (på engelska). Sony. http://www.sony.net/SonyInfo/CorporateInfo/History/sonyhistory-d.html. Läst 11 juli 2015.
2. ↑  ”U-matic (1973 – 1990s)” (på engelska). Museum of Obselete Media. 14 mars 1971. http://www.obsoletemedia.org/u-matic/. Läst 11 juli 2015.
3. ↑  Ascher, Steven; Pincus, Edward (4 September 2007). ”The Filmmaker's Handbook: A Comprehensive Guide for the Digital Age”. The Filmmaker's Handbook: A Comprehensive Guide for the Digital Age. Penguin. https://books.google.com/books?id=JBKTF9PdgFMC&pg=PT56&lpg=PT56&dq=umatic%20a%20consumer%20format&source=bl&ots=uNRPC3O7E2&sig=PhRp7iMTi-q_-jXP4x8e4z3PTNM&hl=en&ei=3pt9ToC_LdPegQfYwvxF&sa=X&oi=book_result&ct=result&resnum=8&ved=0CGsQ6AEwBw#v=onepage&q&f=false.